# Alessandro Schöpf
Alessandro Schöpf (Umhausen, 7 de fevereiro de 1994) é um futebolista profissional austríaco que atua como meia, atualmente está no Vancouver Whitecaps.

## Carreira
Alessandro Schöpf fez parte do elenco da Seleção Austríaca de Futebol da Eurocopa de 2016.